# إنيس ألوشي
إنيس الوشي (بالألمانية: Enis Alushi)‏ (22 ديسمبر 1985 بميتروفيتسا في صربيا - ) هو لاعب كرة قدم ألماني في مركز الوسط. شارك مع منتخب ألمانيا تحت 19 سنة لكرة القدم ومنتخب ألمانيا تحت 20 سنة لكرة القدم ومنتخب كوسوفو لكرة القدم. أما مع النوادي، فقد لعب مع بادربورن 07 وفيهين فيسبادن ونادي سانت باولي ونادي كايزرسلاوترن ونادي كولن ونادي كولن 2 ‏ و1. FC Kaiserslautern II ‏.

## مسيرته الكروية
لعب إنيس الوشي خلال مسيرته الاحترافية مع 9 أندية في سبعة عشر موسمًا وسجل خلالها 12 هدفًا ضمن 280 مباراة. ولم يفز بأي موسم بالكأس أو بالدوري.
خاض إنيس الوشي مسيرته مع نادي كولن 2 ‏ في موسم 2003–04 واستمر معه طيلة ثلاثة مواسم، مشاركًا في 55 مباراة سجل خلالها 4 أهداف. ثم انتقل إلى نادي فيهين فيسبادن في موسم 2006–07 ولمدة موسمين، حيث شارك في 13 مباراة ولم يسجل أي هدف. لينتقل بعدها إلى نادي بادربورن 07 في موسم 2008–09 ليلعب معه أربعة مواسم، مشاركًا في 131 مباراة سجل خلالها 5 أهداف. ثم انتقل إلى نادي كايزرسلاوترن في موسم 2012–13 ولمدة موسمين، مشاركًا في 18 مباراة سجل خلالها هدفًا واحدًا. هذا وانتقل لاحقًا إلى نادي سانت باولي في موسم 2014–15 ولمدة موسمين، مشاركًا في 44 مباراة سجل خلالها هدفين. ثم انتقل بعدها إلى نادي مكابي حيفا في موسم 2016–17 لمدة موسم واحد، مشاركًا في 12 مباراة ولم يسجل أي هدف. ليعود وينتقل من جديد، لكن هذه المرة إلى 1. FC Nürnberg II ‏ في موسم 2017–18 لمدة موسم واحد، مشاركًا في مباراة ولم يسجل أي هدف أيضًا.

## روابط خارجية
- إنيس الوشي على موقع الاتحاد الأوربي (الإنجليزية)
- إنيس الوشي على موقع قاعدة بيانات كرة القدم.إي يو (الإنجليزية)
- إنيس الوشي على موقع بيانات كرة القدم. دي إي (الألمانية)
- إنيس الوشي على موقع ناشيونال فوتبول تيمز (الإنجليزية)
- إنيس الوشي على موقع Soccerway.com (الإنجليزية)
- إنيس الوشي على موقع عالم كرة القدم.نت (الإنجليزية)